# Rishöjdtjärnen, Jämtland
Rishöjdtjärnen är en sjö i Strömsunds kommun i Jämtland och ingår i Ångermanälvens huvudavrinningsområde.